# Los Silencios
Los Silencios, um filme de 2019, coproduzido entre Brasil, Colômbia e França, dirigido por Beatriz Seigner, estreou na Quinzena dos Realizadores do Festival de Cannes, um projeto ganhador dos fundos Cinema du Monde (França), Ibermedia, Sorfond Pitch Forum, Brazil CineMundi, FSA, Sabesp e SMCSP. O filme expõe a condição do imigrante e como grandes empresas interferem no modo de vida das pequenas vilas da região Amazônica. Com a fotografia de Sofia Oggioni e a direção de arte de Marcela Gómez, é explorado cenas com pouca iluminação mas que são densas e contém muitos significados. Com uma equipe representativa, cheio de mulheres extremamente competentes e talentosas, a equipe é composta pela diretora de produção, Maria Fernanda Henao, a figurinista Ana María Acosta, a maquiadora Mari Figueiredo e a montadora Renata Maria. A diretora Beatriz, tentou trazer através do filme, uma sensação de proximidade dos moradores da vila então de fato, alguns moradores estão na ilha e de fato, existem tentativas externas de tirar os moradores da ilha, a diretora afirmou que em uma entrevista para o site Mulheres no Cinema, ''Gosto da mistura de documentário e ficção e queria que os moradores pudessem interpretar a si mesmos: o presidente da ilha é mesmo o presidente da ilha; a avó realmente vive ali; eles realmente fazem uma assembleia a cada duas semanas e realmente há pessoas tentando expulsá-los de lá. Tudo isso eu bebi da realidade.''

## Enredo (Spoiler)
Amparo, Núria e Fábio, fugindo dos conflitos armados das guerrilhas colombianas, vão embora para uma ilha desconhecida na floresta amazônica entre a fronteira do Brasil, Peru e Colômbia. Com o pai supostamente desaparecido em um deslizamento de terra de uma mineradora, quando eles chegam na nova casa, a família descobre que o pai está se escondendo lá dentro e com medo de contar esse segredo e trair a família, Núria fica muda enquanto Amparo e Fábio, parecem aceitar a situação. Em busca de uma vida melhor, Amparo tenta receber uma indenização pela morte do marido e conseguir um visto Brasileiro, no meio desse processo, ela busca qualquer tipo de emprego e tenta dar a melhor estrutura para seus filhos. Com o passar do tempo, Núria descobre que a ilha é povoada por fantasmas que aparecem para as famílias que ainda tem pendências com os seus entes queridos que faleceram.

## Festivais e Visão Internacional
- Quinzena dos Realizadores do Festival de Cannes 2018, e foi aclamado pela Hollywood Reporter, Variety e Screen International como um dos melhores filmes da edição 2018 do Festival.
- Venceu o Impact Award by Ai Weiwei no Stockholm Film Festival
- Prêmios de Melhor Direção e Prêmio da Crítica no Festival de Brasília 2018;
- Melhor Roteiro e Prêmio Especial do Júri no Festival de Lima (Peru);
- Melhor Contribuição Artística de Obra Prima no Festival de Havana (Cuba);
- Spanish Cooperation Prize no Festival de San Sebastian (Espanha);
- CICAE prize concedido pela Confederação Internacional de Cinemas de Arte e Ensaio no Festival Cinelatino em Toulouse (França);
- Menção Honrosa da UNESCO no Festival Internacional de Cinema da Índia, em Goa.

## Elenco
- Marleyda Soto - Amparo
- Enrique Díaz - Adão
- María Paula Tabares Penã  -  Núria
- Adolfo Savinino - Fabio
- Doña Albina - Abuelita
- Alida Pandurro - Maria
- Yerson Castellanos - Coyote
- Astrid Fernanda López MartÍnez - Exlendy
- Heider Sanchez - Presidente da Ilha
- Leidy Prieto Echeverry - Vendedora de Arepas

## Beatriz Seigner
Diretora, roteirista e produtora brasileira, estudou em Roma (Itália) no Centro Sperimentale di Cinematografia. A diretora inicia sua carreira com um curta de 2001, Uma menina como outras mil e seu primeiro longa-metragem é estreado em 2011, Bollywood Dream, que foi considerado a primeira coprodução entre Brasil e Índia, passou por diversos festivais como Festivais de Pusan, na Coréia, Paris, Tóquio, Los Angeles, entre outros.

## Críticas
- Los Silencios, AdoroCinema,[1]
- Los Silencios, Enquadramento Produções,[2]
- Los Silencios, Cultura Estadão,[3]
- Beatriz Seigner, AIC Cinema,[4]
- Beatriz Seigner, Filme B,[5]
- Beatriz Seigner, Mulheres no Cinema,[6]
- Beatriz Seigner, G1 [7]